# نورمان أورينتريك
نورمان أورينتريك (بالإنجليزية: Norman Orentreich)‏ (/ˈnɔːrmən ˈɒrəntraɪk/) هو أحد رواد طب الجلد في نيويورك، وهو بمثابة الأب لعمليات زرع الشعر الحديثة. ساهم أورينتريك في افتتاح شركات إيستي لاودر المعروفة بإنتاج سلسلة منتجات العناية بالبشرة ككلينيك، وقد اخترع عدداً من منتجات الأمراض الجلدية وكان أول رؤساء قسم جراحة الأمراض الجلدية في المجتمع الأمريكي. وهو مؤسس مجموعة أورينتريك الطبية ومؤسسة أورينتريك للتقدم العلمي، التي عمل فيها أيضًا مديرًا مشاركًا.

## زراعة الشعر
استشهدت الأكاديمية الطبية في نيويورك بأبحاث ورينتريك الأولى التي أجراها في شبابه، واعتبرتها حاسمة في التطورات المستقبلية لزراعة الشعر. ركز أورينتريك أبحاثه في مستشفى جامعة نيويورك للأمراض والسرطانات الجلدية على المرضى الذين يعانون من تساقط الشعر، باستخدام قطع صغيرة من فروة الرأس لكي يفهم بشكل أفضل الفيزيولوجيا المرضية لهذه الحالات المختلفة. وقد قاده هذا افتراض نظرية المتبرع والمتلقي، وجعل من الممكن زراعة شعر صحي غير حساس للأندروجين مأخوذ من فروة مؤخرة الرأس في مناطق الصلع الحساسة للأندروجين في مقدمة الرأس، حيث ينمو الشعر المزروع بصورة دائمية.

## مؤسسة أورينتريك للتطور العلمي
في عام 1961 أسس نورمان أورينتريك مؤسسة أورينتريك للتطور العلمي (OFAS)، وهي مؤسسة متخصصة في البحوث الحيوية. وقد تم تنفيذ العديد من الأعمال المميزة تحت مظلة المؤسسة على مدار فترة من الزمن في مجال سرطان الجلد وأمراضها.    

## وصلات خارجية
- موقع مؤسسة اورينتريك للتطور العلمي
- موقع مجموعة اورينتريك الطبية